# Hyūga Watanabe
Hyūga Watanabe (渡辺 陽向?, Watanabe Hyūga; Shizuoka, 23 agosto 1994) è un pilota motociclistico giapponese.

## Carriera
Ha corso in competizioni spagnole e giapponesi. Nel motomondiale corre come wild card nel Gran premio casalingo nel 2011 nella classe 125 e nel 2012 in Moto3, a bordo di una Honda. Nel 2013 corre come pilota titolare in Moto3 per il team Tasca Racing, con una FTR M313 (nelle prime tre gare marchiata Honda) e con compagno di squadra Alessandro Tonucci; chiude la stagione al 28º posto con un punto ottenuto grazie al quindicesimo posto conquistato in Giappone.

## Risultati nel motomondiale
| 2011 | Classe | Moto  |  |  |  |  |  |  |  |  |  |    |  |  |  |  |     |  |  |  | Punti | Pos. |
| ---- | ------ | ----- |  |  |  |  |  |  |  |  |  | -- |  |  |  |  | --- |  |  |  | ----- | ---- |
| 2011 | 125    | Honda |  |  |  |  |  |  |  |  |  | NE |  |  |  |  | Rit |  |  |  | 0     |      |

| 2012 | Classe | Moto  |  |  |  |  |  |  |  |  |  |    |  |  |  |  |    |  |  |  | Punti | Pos. |
| ---- | ------ | ----- |  |  |  |  |  |  |  |  |  | -- |  |  |  |  | -- |  |  |  | ----- | ---- |
| 2012 | Moto3  | Honda |  |  |  |  |  |  |  |  |  | NE |  |  |  |  | 16 |  |  |  | 0     |      |

| 2013 | Classe | Moto              |    |    |    |    |    |    |    |    |    |     |    |    |    |    |    |     |    |    | Punti | Pos. |
| ---- | ------ | ----------------- | -- | -- | -- | -- | -- | -- | -- | -- | -- | --- | -- | -- | -- | -- | -- | --- | -- | -- | ----- | ---- |
| 2013 | Moto3  | Honda e FTR Honda | 27 | NP | 24 | 25 | 27 | 23 | 31 | 27 | NE | Rit | 29 | 23 | 28 | 24 | 22 | Rit | 15 | 19 | 1     | 28º  |

| Legenda | 1º posto        | 2º posto            | 3º posto            | A punti      | Senza punti        | Grassetto – Pole position Corsivo – Giro più veloce |
| Legenda | Gara non valida | Non qual./Non part. | Ritirato/Non class. | Squalificato | '-' Dato non disp. | Grassetto – Pole position Corsivo – Giro più veloce |